# Таннел-Сіті (Вісконсин)
Таннел-Сіті (англ. Tunnel City) — переписна місцевість (CDP) в США, в окрузі Монро штату Вісконсин. Населення — 100 осіб (2020).

## Географія
Таннел-Сіті розташований за координатами 44°0′18″ пн. ш. 90°34′5″ зх. д. / 44.00500° пн. ш. 90.56806° зх. д. (44.004959, -90.567979).  За даними Бюро перепису населення США в 2010 році переписна місцевість мала площу 0,80 км², уся площа — суходіл.

## Демографія
Згідно з переписом 2010 року, у переписній місцевості мешкало 106 осіб у 49 домогосподарствах у складі 32 родин. Густота населення становила 132 особи/км².  Було 52 помешкання (65/км²).
Расовий склад населення:
| - 98,1 % — білих |

До двох чи більше рас належало 1,9 %. Частка іспаномовних становила 0,0 % від усіх жителів.
За віковим діапазоном населення розподілялося таким чином: 13,2 % — особи молодші 18 років, 56,6 % — особи у віці 18—64 років, 30,2 % — особи у віці 65 років та старші. Медіана віку мешканця становила 50,0 року. На 100 осіб жіночої статі у переписній місцевості припадало 103,8 чоловіків;  на 100 жінок у віці від 18 років та старших — 104,4 чоловіків також старших 18 років.
Середній дохід на одне домашнє господарство  становив 66 948 доларів США (медіана — 56 500), а середній дохід на одну сім'ю — 73 471 долар (медіана — 60 000). 
Цивільне працевлаштоване населення становило 103 особи. Основні галузі зайнятості: мистецтво, розваги та відпочинок — 26,2 %, науковці, спеціалісти, менеджери — 17,5 %, роздрібна торгівля — 16,5 %.